# 済陽区
済陽区（さいよう-く）は、中華人民共和国山東省済南市に位置する市轄区。

## 地理
済陽区は山東省西北部、黄河の北岸に位置する。

## 行政区画
下部に8街道、2鎮を管轄する。
- 街道
  - 済陽街道、済北街道、崔寨街道、孫耿街道、回河街道、太平街道、垜石街道、曲堤街道
- 鎮
  - 仁風鎮、新市鎮